# As It Is (banda)
As It Is (geralmente estilizado como ΛS IT IS ou Λ\\) é uma banda britânica de pop punk, com sede em Brighton, na Inglaterra. A banda foi formada em 2012 e assinou contrato com a Fearless Records em 02 de Outubro de 2014. Atualmente o grupo é formado por Patty Walters (vocalista), Andy Westhead (guitarrista),  Alistair Testo (baixista) e Patrick Foley (baterista).
A banda já lançou quatro EPs e um álbum, intitulado " Never Happy, Ever After", que foi lançado pela Fearless Records em 20 de abril de 2015 na Europa e em 21 de Abril de 2015, nos EUA. O segundo álbum do grupo, "okay." está programado para ser lançado em 20 de Janeiro de 2017.

## História

### Formação e primeiro álbum (2012-presente)
As It Is foi iniciado na Primavera de 2012  por Patty Walters, que postou um anúncio à procura de músicos para uma banda de pop punk, usando o serviço online "My Band". Andy Westhead e Patrick Foley responderam ao anúncio e foram aceitos para a banda junto com Benjamin Langford-Biss, que já conhecia Patty Walters da universidade.
A banda fez shows locais durante o primeiro par de anos antes de suas primeiras turnês mais longas pelo Reino Unido e na Europa, que aconteceram após o lançamento do seu quarto EP "This Mind of Mine". A banda recebeu uma resposta positiva destas turnês e assinou contrato com a Fearless Records em outubro de 2014, tornando-se a primeira banda do Reino Unido a assinar com essa gravadora. Os membros da banda começaram a trabalhar no primeiro álbum do grupo em 2014 na Flórida, com o produtor James Paul Wisner.
O primeiro álbum da banda, " Never Happy, Ever After", foi lançado pela Fearless Records em 20 de abril de 2015 na Europa e um dia depois nos Estados Unidos. Três singles foram lançados do álbum, "Dial Tones", "Concrete"  e "Cheap Shots & Setbacks".
Em 2015 a banda se apresentou em todas as datas do Warped Tour e se apresentou no "Reading e Leeds Festival" no Reino Unido.

## Integrantes
- Patty Walters – vocalista (2012–present), baixista (2012–2014)
- Andy Westhead – guitarrista e backing vocals (2012–2017)
- Patrick Foley – bateria e percussão (2012–present)
- Benjamin Langford-Biss – guitarrista e vocalista (2012–2019)
- Alistair Testo – baixista e backing vocals  (2014–present)

## Discografia

### Álbuns de Estúdio
- Never Happy, Ever After (2015)
- okay. (2017)
- The Great Depression (2018)

### EPs
- Two Track (2012)
- Blenheim Place (2013)
- Blenheim Place Acoustic (2013)
- This Mind of Mine (2014)

## Videografia
- "Upswing"	(2013)
- "Can't Save Myself"	(2014)
- "Dial Tones"	(2015)
- "Cheap Shots & Setbacks"	(2015)
- "Speak Soft" (2015)
- "Pretty Little Distance" (2016)